# Стара школа у Рабровици, Дивци
Стара школа у Рабровици, засеоку села Дивци, насељеном месту на територији града Ваљева, подигнута је 1844. године и представља непокретно културно добро као споменик културе.
Зграда школе је приземна грађевина, димензија 14,80x21,70 m, са четвороводним кровом и бибер црепом као покривачем. Два улаза су спојена дугачким ходником из кога се улази у три учионице и стан за учитеље.